# Aurora Cunha
Maria Aurora Alves Cunha (ur. 31 maja 1959 w Ronfe koło Guimarães) – portugalska lekkoatletka, specjalizująca się w biegach długodystansowych.
Reprezentantka  kraju na trzech z rzędu Letnich Igrzyskach Olimpijskich, począwszy od 1984 r. Wygrała kilka maratonów, między innymi w Paryżu (1988), Tokio (1988), Chicago (1990) i Rotterdamie (1992). Medalistka mistrzostw świata kobiet w biegach ulicznych.